# Cultura sorda

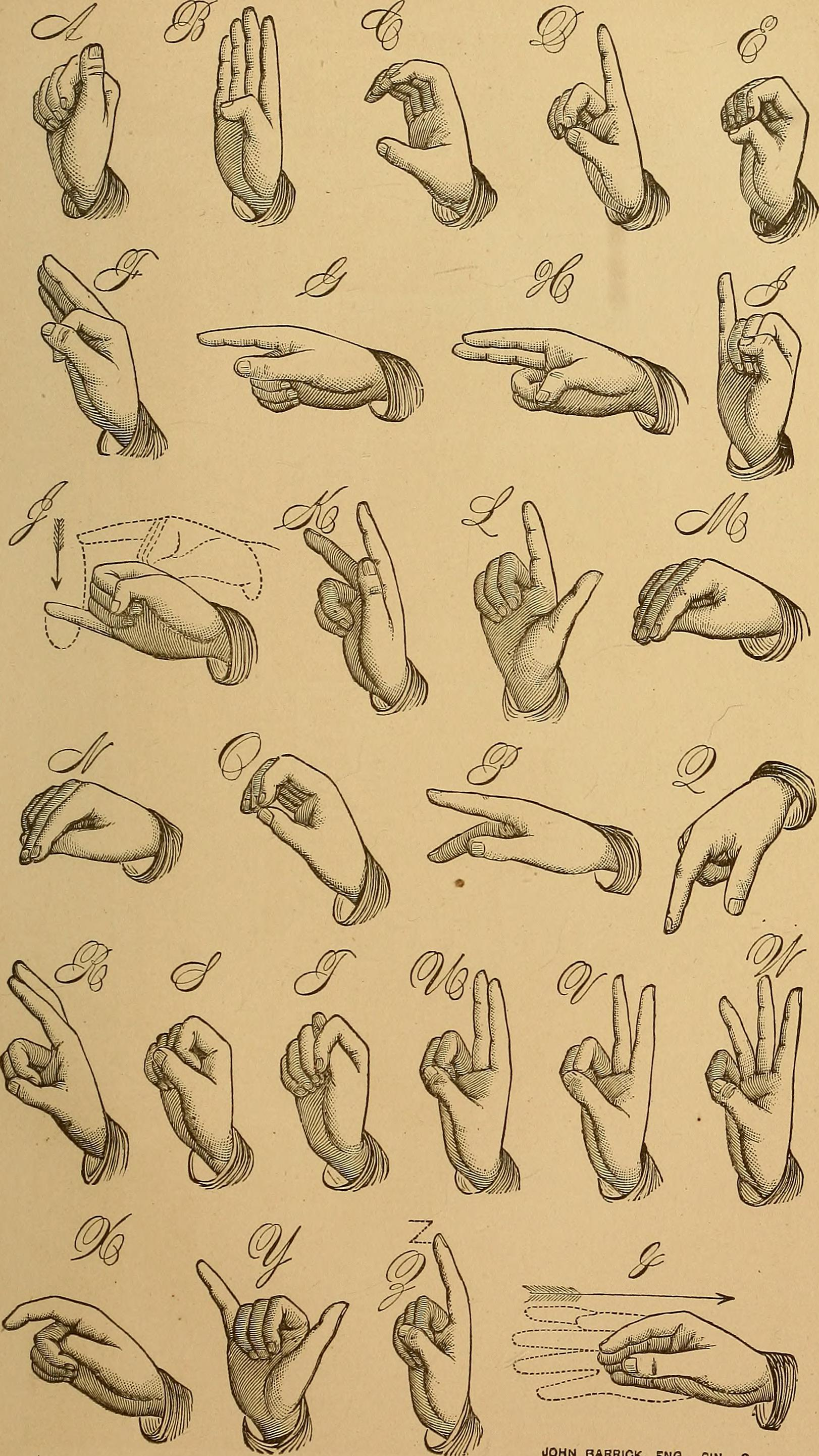
Les llengües de signes són una part important de la cultura dels sords. El dibuix mostra l'alfabet de la Llengua de Signes Americana (ASL).

La cultura sorda, és el conjunt de creences socials, conductes, art, tradicions literàries, història, valors i institucions compartides de comunitats que estan influïdes per la sordesa i que utilitzen les llengües de signes com mitjà principal de comunicació. Quan s'usa com una etiqueta cultural, especialment dintre de la cultura, la paraula sord sovint s'escriu amb una S (en anglès, D) majúscula i la denominen "gran S sorda" (en anglès, "big D Deaf") en la parla i el signe. Quan s'utilitza com una etiqueta per a la condició audiològica, aleshores s'escriu amb una minúscula s (en anglès, d).
Els membres de la comunitat sorda tendeixen a veure la sordesa com una diferència en l'experiència humana en lloc d'una discapacitat o malaltia. Molts membres fins i tot s'enorgulleixen de la seva identitat sorda. En el sentit d'una comunitat o cultura, poden ser vistos com un grup minoritari, i per tant, alguns que formen part d'aquesta comunitat poden sentir-se incompresos per aquells que no coneixen la llengua de signes. Una altra lluita que la comunitat sorda sovint enfronta és que les institucions educatives en general consisteixen principalment en persones oïdores. A més a més, és possible que els familiars oïdors necessitin aprendre la llengua de signes perquè la persona sorda se senti inclosa i recolzada. A diferència d'altres cultures, una persona sorda pot unir-se a la comunitat més endavant en la seva vida, en lloc de néixer en ella.
La cultura de les persones sordes està reconeguda en virtut de l'article 30, paràgraf 4 de la Convenció de les Nacions Unides sobre els drets de les persones amb discapacitat, que estableix que «les persones amb discapacitat tindran dret, en igualtat de condicions amb altres persones, al reconeixement i suport de la seva cultura i identitat lingüística, incloses les llengües de signes i la cultura dels sords».

## Terminologia
Al 1972, el professor James Woodward, codirector del Centre de Significació Lingüística i Estudis de Sords de la Universitat Xina d'Hong Kong des de 2004, va proposar una distinció entre la sordesa i la cultura dels sords. Va suggerir usar sords (escrits amb una d minúscula) per referir-se a la condició audiològica de la sordesa, i sords (escrits amb una D majúscula) per referir-se a la cultura sorda.
Una regulació estatal dels Estats Units del Departament de Serveis Humans de Colorado defineix "Sord" (majúscula) com «un grup de persones amb agudesa auditiva variable, la manera primaria de comunicació de les quals és una llengua visual —predominantment llengua de signes americana (ASL) als Estats Units— i tenen un patrimoni i cultura compartits», i una definició separada per a "sord" (en minúscula).
Aquesta convenció ha estat àmpliament adoptada dins de la cultura i la literatura acadèmica en anglès, i fins a un cert punt en altres llengües. Els dos termes també s'usen àmpliament per referir-se a grups de persones diferents però parcialment superposats: persones sordes —persones amb pèrdua auditiva significativa— vs. persones sordes —aquells que s'identifiquen amb la cultura sorda i utilitzen una llengua de signes com a mitjà principal de comunicació.

## Adquisició de la cultura sorda

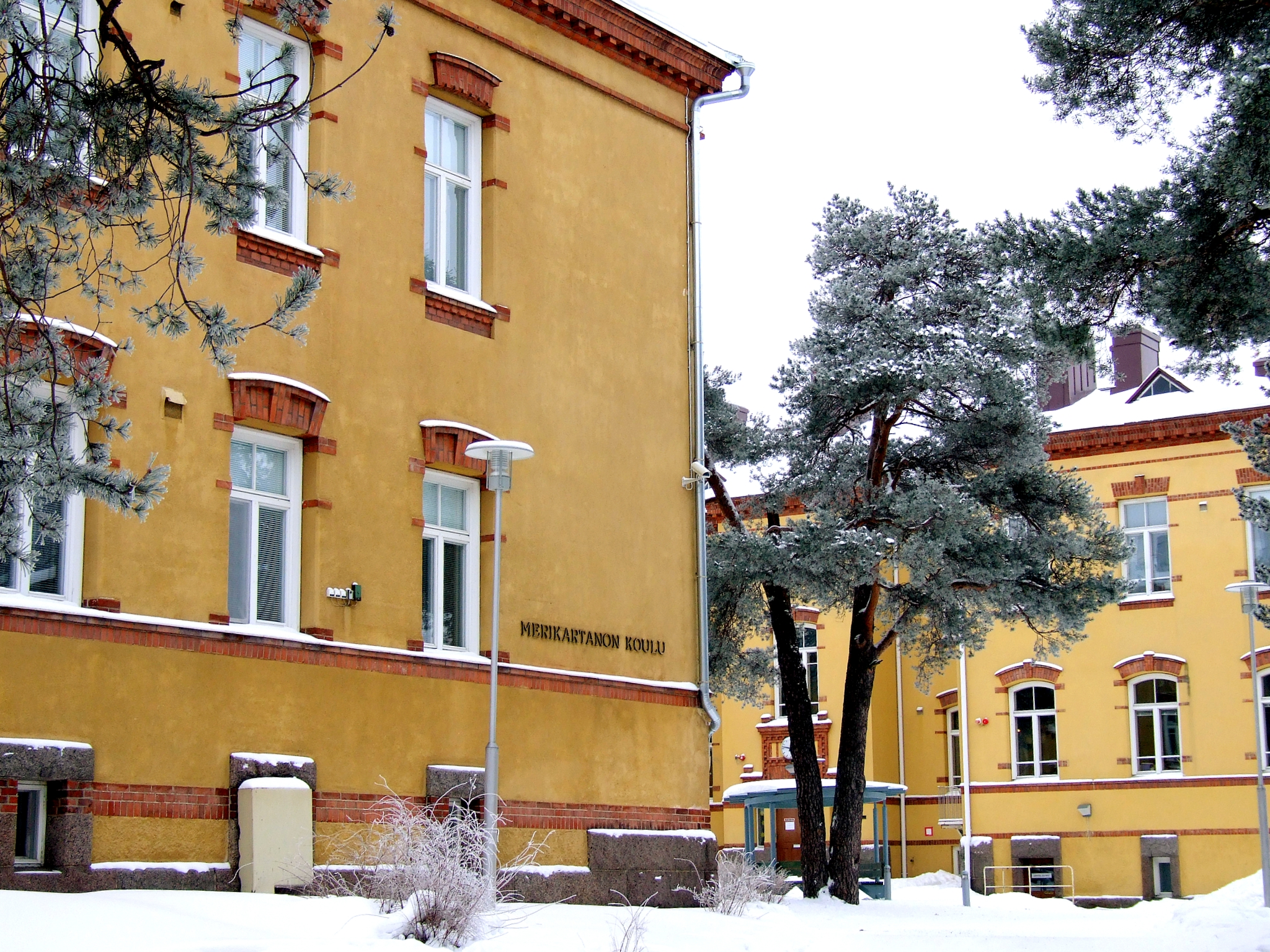
Escola Merikartano per a estudiants sords a Oulu, Finlàndia (febrer de 2006).

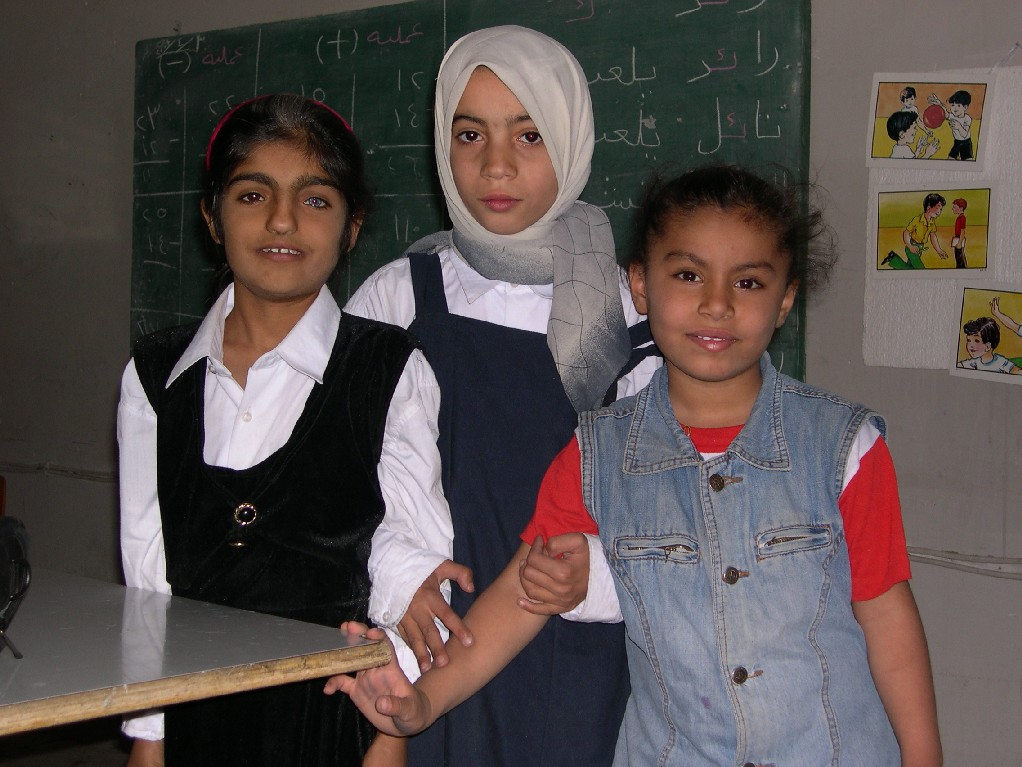
Estudiants en una escola per a sords a Bagdad, l'Iraq (abril de 2004).

Històricament, la cultura dels sords sovint s'ha adquirit dins de les escoles per als estudiants sords i dels clubs socials de sords, que uneixen a les persones en aquesta situació en les comunitats amb les quals poden identificar-se. Convertir-se en sord culturalment pot succeir a les persones en diferents moments, segons les circumstàncies de la vida. Una petita proporció de persones sordes adquireix llengua de signes i cultura sorda en la infància dels seus pares sords, d'altres. l'adquireixen assistint a escoles, i d'altres poden no estar exposats a la llengua de signes i a la cultura sorda fins a la universitat o en un temps posterior.